# Rödfalk
Rödfalk (Falco naumanni) är en liten falk. Den häckar i Medelhavsområdet och vidare österut till Kina. Vintertid flyttar den till Afrika söder om Sahara. Tidigare har den ansetts vara utrotningshotad, men beståndet har på sistone stabiliserats något och till och med ökat i vissa områden.

## Utseende
Rödfalken är omkring 30 centimeter lång med ett vingspann på cirka 65 centimeter, knappt så stor som en tornfalks. Fjäderdräktens liknar tornfalkens, och arten uppvisar liksom denna stor könsdimorfism. Rödfalkens hane saknar tornfalkens falkmustasch och är jämnare grå på huvudet. Den är även mindre tydligt fläckad på ryggen än tornfalkshanen. Ryggen är tegelröd. Undersidan och vingarna är mindre tydligt fläckade än hos tornfalken. Det är svårare att skilja honor och ungfåglar från tornfalkar. Rödfalken har vita klor, medan tornfalken har svarta, och rödfalken har spetsigare stjärt.

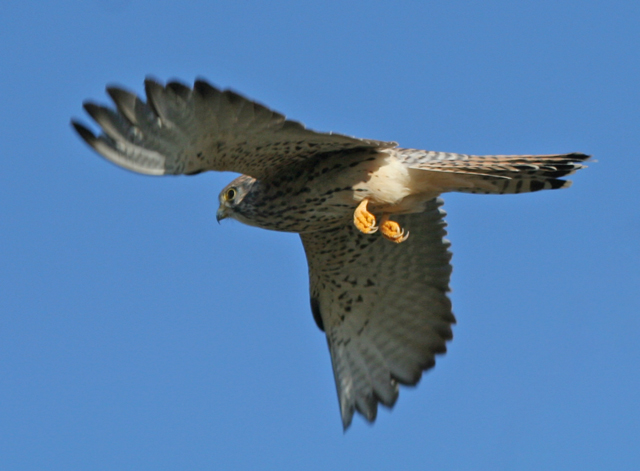
Hona i flykten.
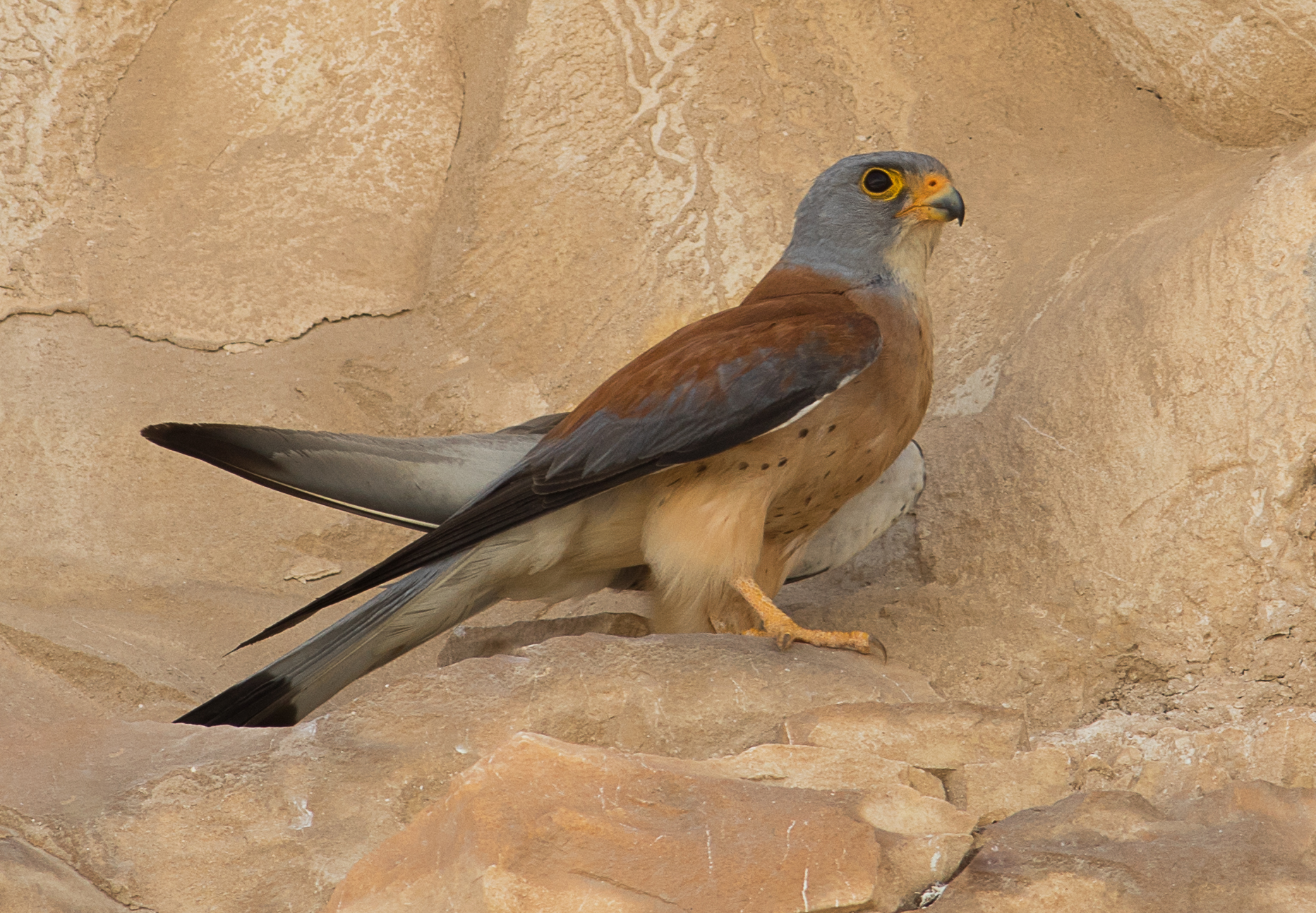
Hane i Israel.
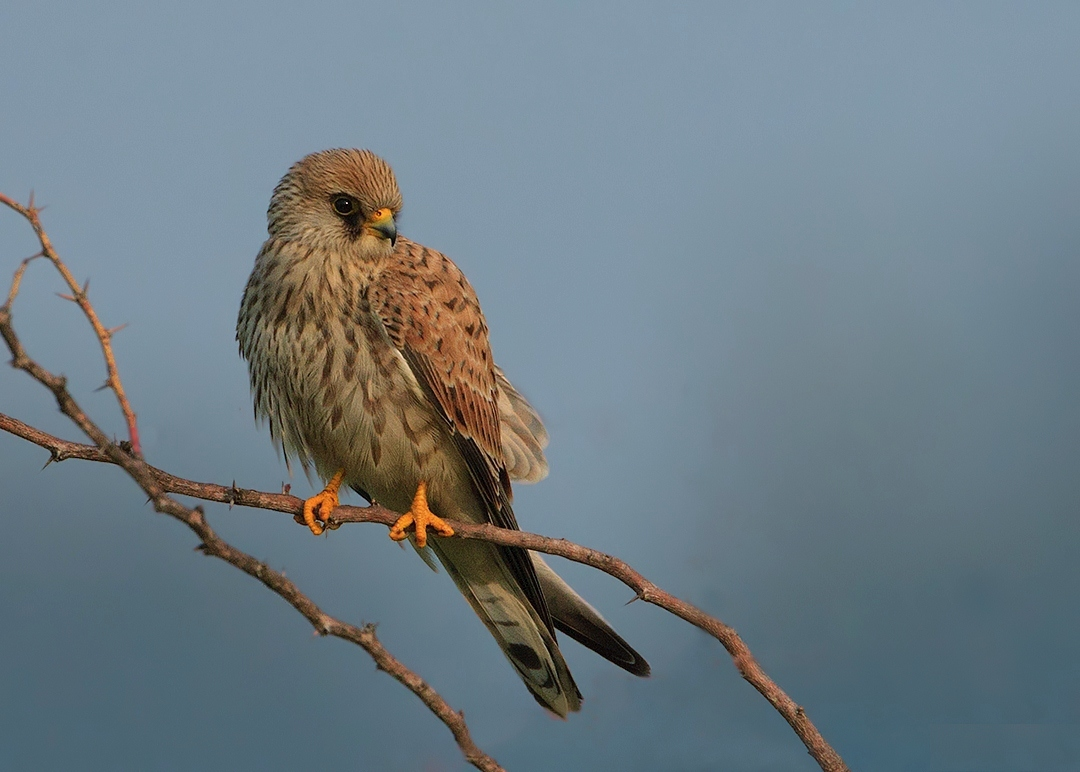
Rödfalk i Indien.
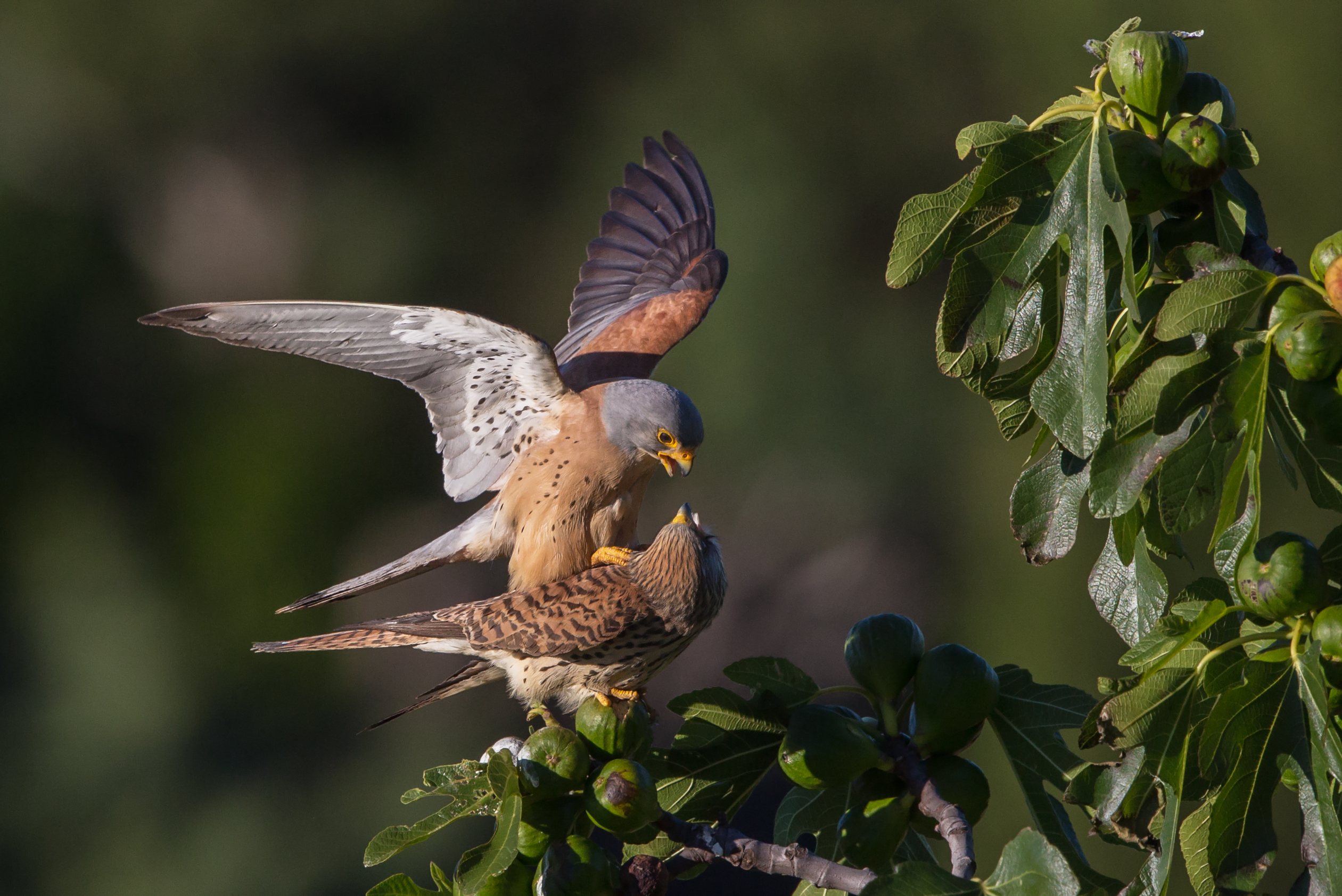
Rödfalkspar vid parningen.

## Läte
Lätet skiljer sig tydligt från tornfalkens, ett hest och ljust "tje-tje-tje", påminnande om rapphönan i rösten. Andra läten är mer tornfalkslika, men vanligen snabbare och mer tjattriga.

## Utbredning och systematik
Rödfalken häckar i områden runt om Medelhavet och österut till östra Kina. Delar av populationen flyttar vintertid till Afrika, söder om Sahara, och till södra Asien. Rödfalken delas vanligtvis inte upp i några underarter.

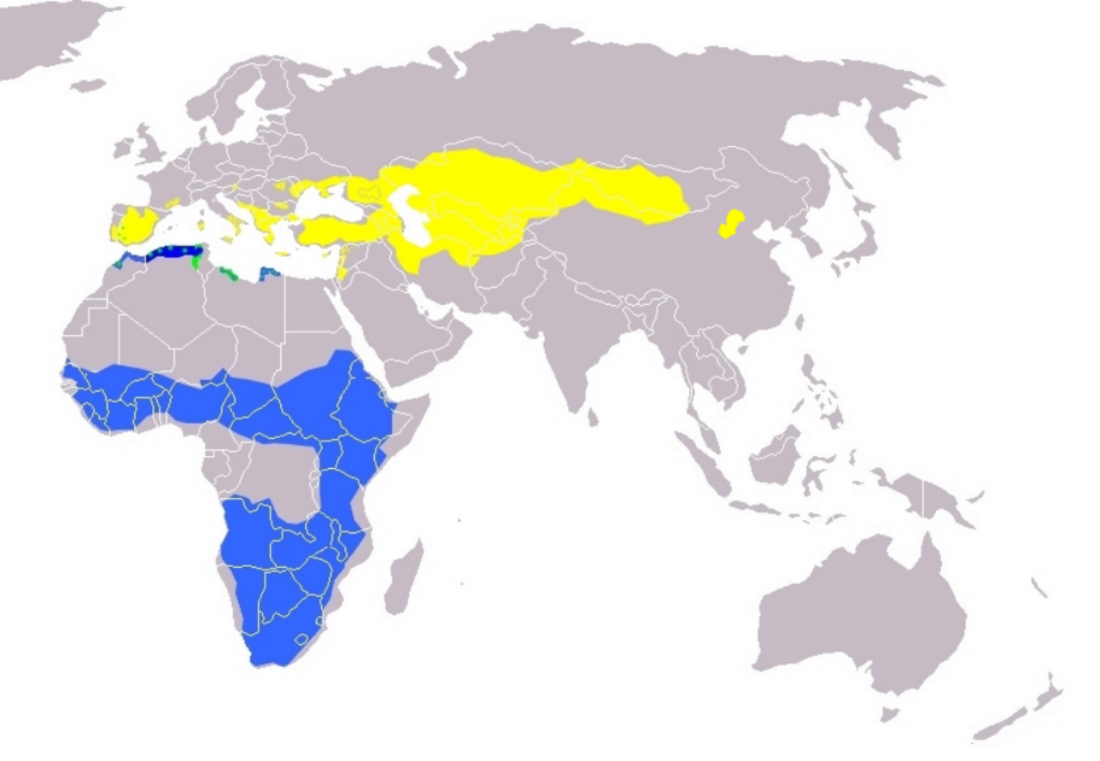
Häckningsområde i gult, övervintringsområde i blått och grönt året runt.

### Rödfalken i Sverige
Fågeln är en mycket sällsynt gäst i Sverige och har fram till och med 2023 setts vid 19 tillfällen, första gången vid skånska Falsterbonäset i september 1955.

## Ekologi
Rödfalken häckar kolonivis på klippbranter och i ruiner, gärna nära människan. Den födosöker i stäppliknande miljöer, i gräsmarker och icke-intensiv odlingsbygd. Äggen liknar tornfalkens. Rödfalken jagar företrädesvis insekter, gärna i flock och ryttlar sällan. 

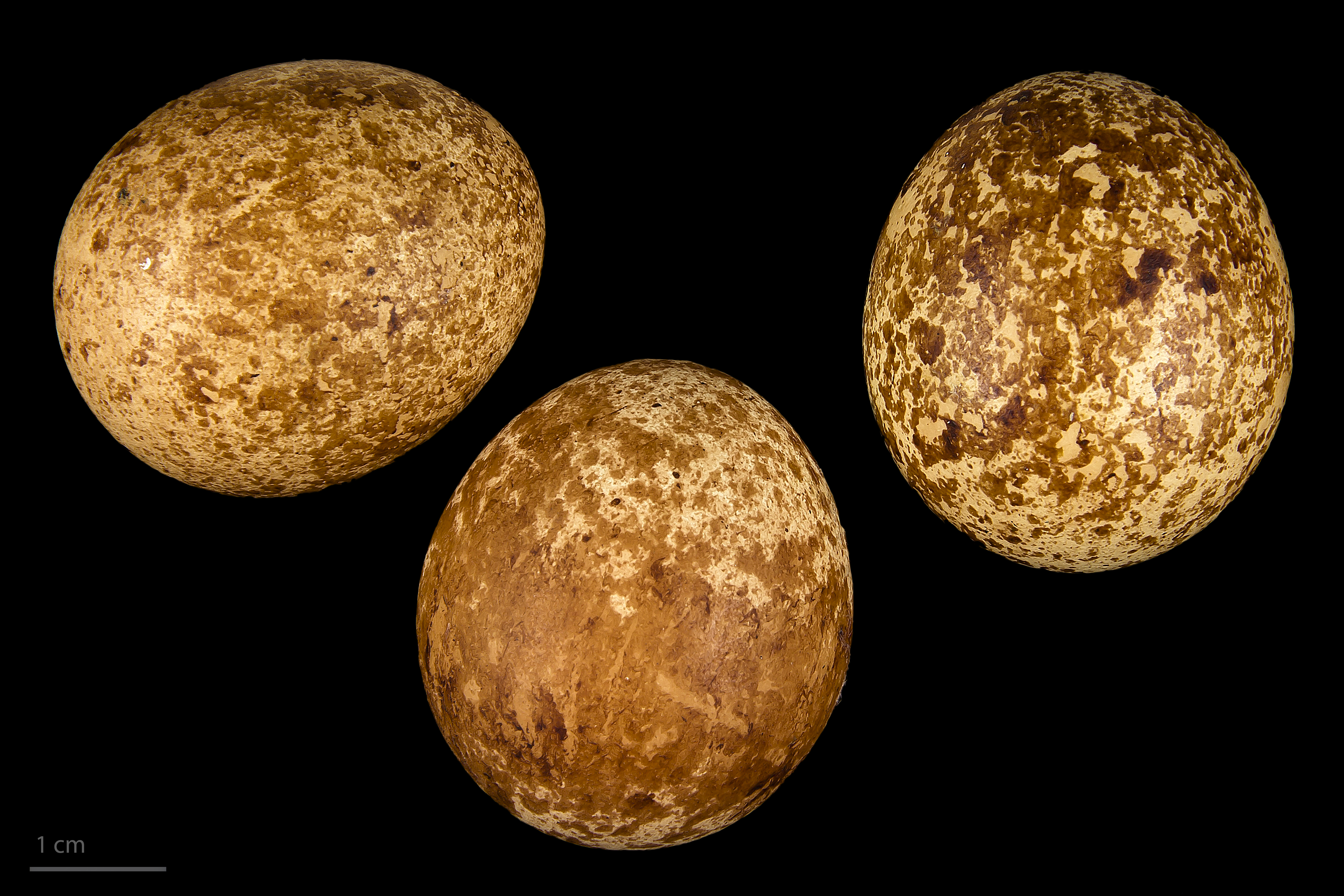
Rödfalkens ägg.

Fågeln lämnar häckningsmarkerna i september och återvänder mellan februari och april. Den flyttar i flockar av olika storlekar, oftast med andra arter som amurfalk, aftonfalk och tornfalk. Stora flockar, ibland i tusental, samlas för nattkvist under flyttningen. Över vatten flyger den på bred front och så högt upp att de är svåra att se.

## Status och hot
Fram till 2011 kategoriserade internationella naturvårdsunionen IUCN arten som sårbar eftersom den under många år minskade kraftigt både på häckplats i Europa och i övervintringsområdena i södra Afrika. Nya data visar dock att populationen stabiliserats och till och med stärkts något. Följaktligen kategoriseras arten numera som livskraftig. Populationen i Europa uppskattas till 30 500–38 000 par. Därutöver tros tusentals par häcka i andra delar av utbredningsområdet, huvudsakligen i Centralasien.

## Namn
Fågelns vetenskapliga artnamn hedrar den tyska konstnären och ornitologen Johann Friedrich Naumann (1780-1857).